# Alley Cats Strike
Alley Cats Strike (título en español: Strike) es una Película Original de Disney Channel transmitida por primera vez en Estados Unidos el 18 de marzo de 2000, por Disney Channel. Fue dirigida por Rod Daniel y protagonizada por Kyle Schmid, Robert Ri'chard, Kaley Cuoco y Mimi Paley.

## Reparto
- Kyle Schmid - Alex Thompson
- Robert Ri'chard - Todd McLemore
- Kaley Cuoco - Elisa Bowers
- Mimi Paley - Delia Graci
- Joey Wilcots - Ken Long
- Matt McCoy - Sr. Kevin Thompson
- Hardee T. Lineham - Director Morris
- Evan Noble - Leo
- Gino Giacomini - Flip
- Tim Reid - Alcalde Jeff McLemore
- Daphne Reid - Sra. Cathy McLemore
- Phillip Williams - Sweet Lou
- Rodger Barton - Alcalde Hanburger
- Roman Podhora - Entrenador Fetters
- David Reale - Baron McKay
- Laura Vandervoort - Lauren
- Joan Gregson - Sra. Jenson
- Janet Bailey - Nancy
- Alisha Morrison - Gina
- Marcello Meleca - Bubba
- Bill Lake - Whipsaw
- Booth Stephenson - Bobby Nagurski
- David Talbot - Corning
- Mary Lu Zahalan - Sra. Johnson
- Paul Constable - Árbitro de los bolos
- Rufus Crawford - Papá de Ken
- Elizabeth Lennie - Sra. Thompson
- Terry Doyle - Abuelo Thompson

## Banda sonora
- Pedal to the Steel - Chris Browne, Ne-Yo, y Wade Robinson. Cantada por Youngstown.
- Just Allow - Norwood Fisher.  Cantada por Fishbone y The Familyhood Nextperience.
- Body Rockin' Time - Douglas Shaw, Tom Mgrdichian y Teddy Castellucci. Cantada por Christian Davis.
- Anywhere You Are - Tom Snow y Jack Feldman.  Cantada por Chan Andre.
- Pitiful - Jim Cushnie, Ricky Estrada, David Ferreria, Richard Ferreira y Dennis Leipert. Cantada por Pushover.
- Hey Louise - Matt Leonard. Cantada por Squirtgun.
- Camp Hollywood Special - Bill Elliot. Cantada por The Bill Elliot Swing Orchestra.
- When We Dance - Bill Elliot. Cantada por The Bill Elliot Swing Orchestra.
- The Shim Sham Song - Bill Elliot. Cantada por The Bill Elliot Swing Orchestra.
- Let's Get Married - Bill Elliot. Cantada por The Bill Elliot Swing Orchestra.
- Swinging the Century - Bill Elliot. Cantada por The Bill Elliot Swing Orchestra.
- I'm Fallin' in Love Again - Bill Elliot. Cantada por The Bill Elliot Swing Orchestra.
- Skiing Moguls - Phil Marshall. Cantada por The Bill Elliot Swing Orchestra.
- Wind Surfing - Phil Marshall. Cantada por Mersh Bros. Band.